# Andonis Koniaris
Andonis Koniaris (gr. Αντώνης Κόνιαρης; ur. 30 września 1997 w Chanii) – grecki koszykarz występujący na pozycji rozgrywającego, reprezentant kraju, obecnie zawodnik AEK-u Ateny.

## Osiągnięcia
Stan na 22 czerwca 2022, na podstawie, o ile nie zaznaczono inaczej.

### Drużynowe
- Wicemistrz Grecji (2015, 2016)
- 3. miejsce w lidze greckiej (2014, 2018)
- Zdobywca Pucharu Grecji (2015, 2016)
- Finalista pucharu:
  - Grecji (2019)
  - Golmelskiego (2015)
- Uczestnik rozgrywek międzynarodowych pucharu:
  - Euroligi (2014–2016 – TOP 8, 2019/2020 – 11. miejsce, 2020/2021 – 12. miejsce)
  - Eurocup (2013/2014 – faza grupowa)
  - Ligi Mistrzów FIBA (2016–2019 – TOP 16, 2021/2022 – faza grupowa)

### Indywidualne
- Najlepszy młody zawodnik ligi greckiej (2017, 2018)
- Zwycięzca konkursu rzutów za 3 punkty podczas meczu gwiazd:
  - ligi greckiej (2018)
  - młodzieżowego ligi greckiej (2018)
- Uczestnik:
  - meczu gwiazd ligi greckiej (2018)
  - Adidas Eurocampu (2017)

### Reprezentacja
Seniorska
- Uczestnik europejskich kwalifikacji do mistrzostw świata (2017 – 2. miejsce, 2019)

Młodzieżowe
- Mistrz:
  - Europy U–20 (2017)
  - turnieju TBF Under-16 World Cup (2013)
- Brązowy medalista mistrzostw Europy:
  - U–16 (2013)
  - U–20 dywizji B (2016)
- Uczestnik mistrzostw:
  - świata U–17 (2014 – 12. miejsce)
  - Europy U–18 (2014 – 4. miejsce)
- MVP turnieju TBF Under-16 World Cup (2013)
- Zaliczony do I składu:
  - mistrzostw Europy U–20 (2017)
  - turnieju TBF Under-16 World Cup (2013)